# وارد دبليو. بريغز
وارد دبليو. بريغز (بالإنجليزية: Ward W. Briggs)‏ هو مؤرخ أمريكي، ولد في 26 نوفمبر 1945 في ريفرسايد في الولايات المتحدة.